# Charlie, Last Name Wilson
Charlie, Last Name Wilson es el tercer álbum de estudio del cantante estadounidense Charlie Wilson. Fue publicado el 23 de agosto de 2005 por el sello Jive Records. El álbum incluye producción de varios productores de éxitos del género R&B como R. Kelly, will.i.am, Justin Timberlake, KayGee & Terence "Tramp-Baby" Abney, The Underdogs y The Platinum Brothers.
Debutó y alcanzó la posición #10 en el Billboard 200 con 71.400 copias vendidas en su primera semana. El álbum también fue certificado Oro por la RIAA el 5 de febrero de 2009 (casi cuatro años después de su lanzamiento) sobrepasando 500.000 copias.

## Listado de canciones
| N.º | Título                                         | Duración |  |
| 1.  | «Magic»                                        | 3:35     |  |
| 2.  | «Charlie, Last Name Wilson»                    | 3:35     |  |
| 3.  | «So Hot» (con So Hot)                          | 3:58     |  |
| 4.  | «Let's Chill»                                  | 5:02     |  |
| 5.  | «No Words»                                     | 4:47     |  |
| 6.  | «Floatin'» (con will.i.am y Justin Timberlake) | 5:13     |  |
| 7.  | «You Got Nerve» (con Snoop Dogg)               | 3:25     |  |
| 8.  | «Asking Questions»                             | 4:03     |  |
| 9.  | «What If I'm The One»                          | 4:32     |  |
| 10. | «Thru It All»                                  | 4:09     |  |
| 11. | «My Guarantee»                                 | 3:45     |  |
| 12. | «Cry No More»                                  |          |  |

## Certificaciones
| País                                                             | Certificación | Ventas   |
| ---------------------------------------------------------------- | ------------- | -------- |
| Estados Unidos                                                   | Oro           | 500,000^ |
| ^ cifras de envíos sobre la base de la certificación por sí sola |               |          |